# Florentia (ville antique)

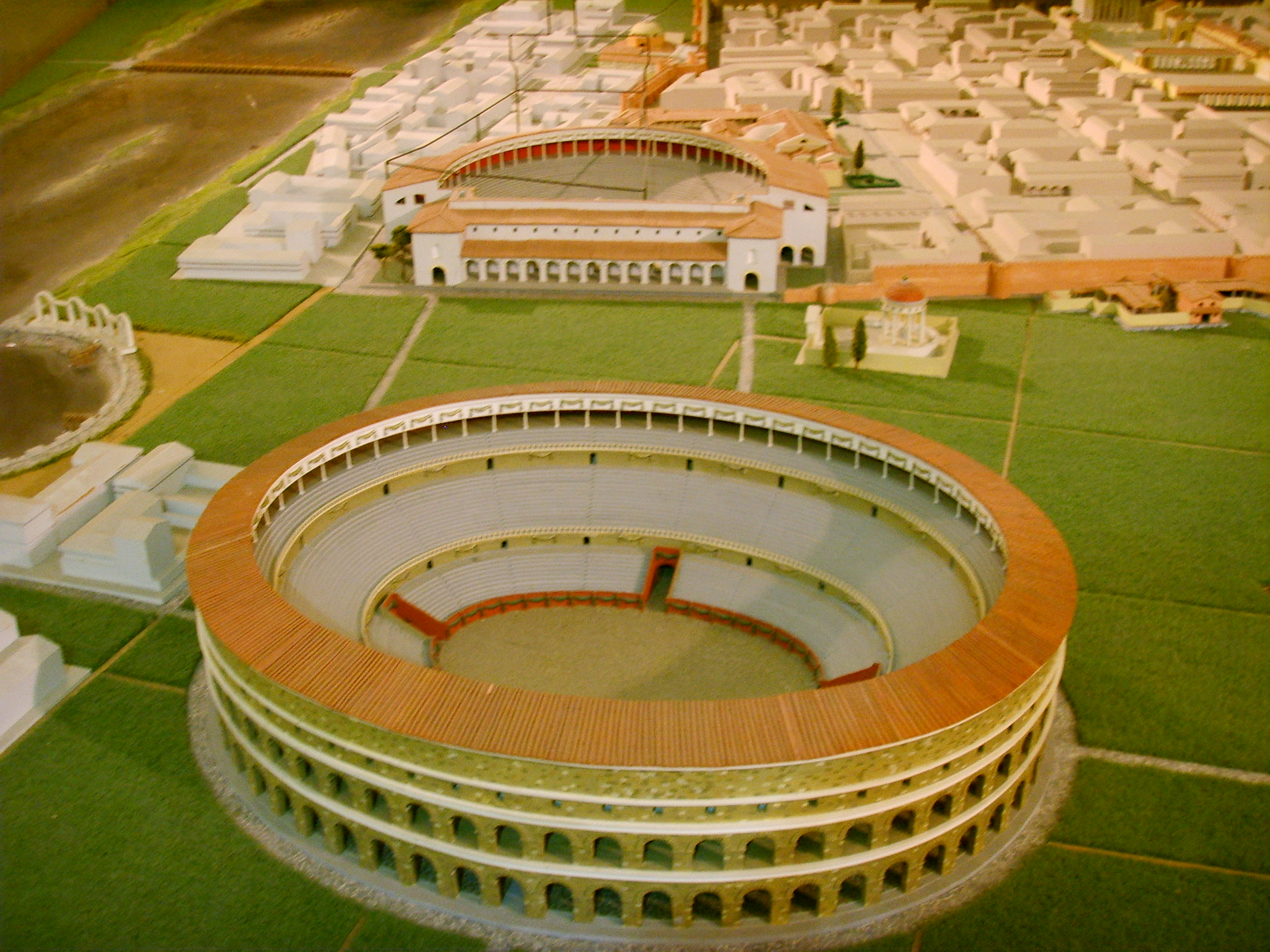
Maquette avec la reconstitution du théâtre et de l'amphithéâtre de Florentia.

Florentia est une ville romaine de la vallée de l'Arno à l'origine de la ville actuelle de Florence. La tradition veut qu'elle ait été construite par les légions de Jules César en 59 av. J.-C., mais l'hypothèse dominante fait remonter la fondation à la période d'Auguste (entre 30 et 15 av. J.-C.),.

## Origine du nom
La légende attribue l'origine du nom Florentia à Florio (un soldat tué sur le coup) ou aux fleurs, ou encore à Flora, puisqu'elle a été fondé pendant le Ludi Floralia. Florentia est un nom de bon augure : « que tu sois prospère », « ville de prospérité », de même que Potentia, Piacentia, Valentia, Pollentia dans d'autres régions de l'Empire romain. Même l'ancien nom de Grenade (Espagne), par exemple, était Florentia Illiberitana. L'origine purement bienveillante du mot Florentia a été récemment confirmée par l'Accademia della Crusca. Les racines étrusques du terme ont également été recherchées. Semerano a proposé que Florence dérive, avec une réinterprétation empruntée à l'étymologie populaire, d'un hypothétique birent ou birenz avec le sens de « terre entre les eaux, marécageuse » (en référence aux rivières Mugnone et Affrico), lié au birent Akkadien. L'hypothèse de Semerano est très imaginative et n'a aucune valeur historique : le mot birentz n'est pas attesté en étrusque et le nom étrusque de l'établissement pré-romain n'est pas connu.
Florentia a subi la même transition lexicale vers l'italien moderne que flos-floris dans « fiore », devenant d'abord Fiorenza (italien du Moyen Âge), puis Firenze. Dans les langues étrangères, en revanche, une diction plus fidèle au latin original est restée (par exemple Florence en français, emprunté par l'anglais, Florenz en allemand ou Florenţia en roumain).

## Premiers établissements

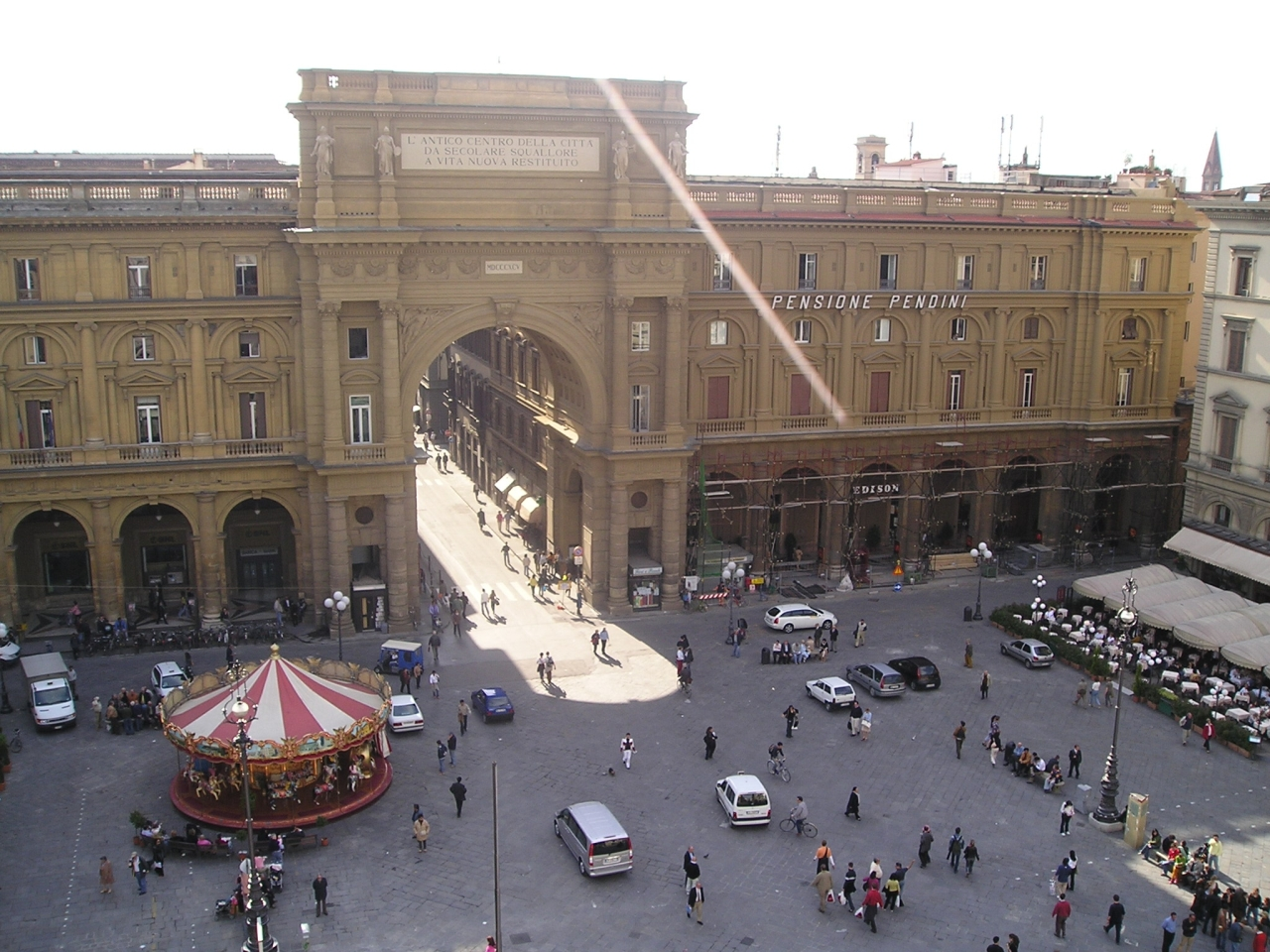
Piazza della Repubblica, l'ancienne place du centre du Capitole de Florentia. Le decumano maximo (via Strozzi) et la Via del Campidoglio y sont visibles.

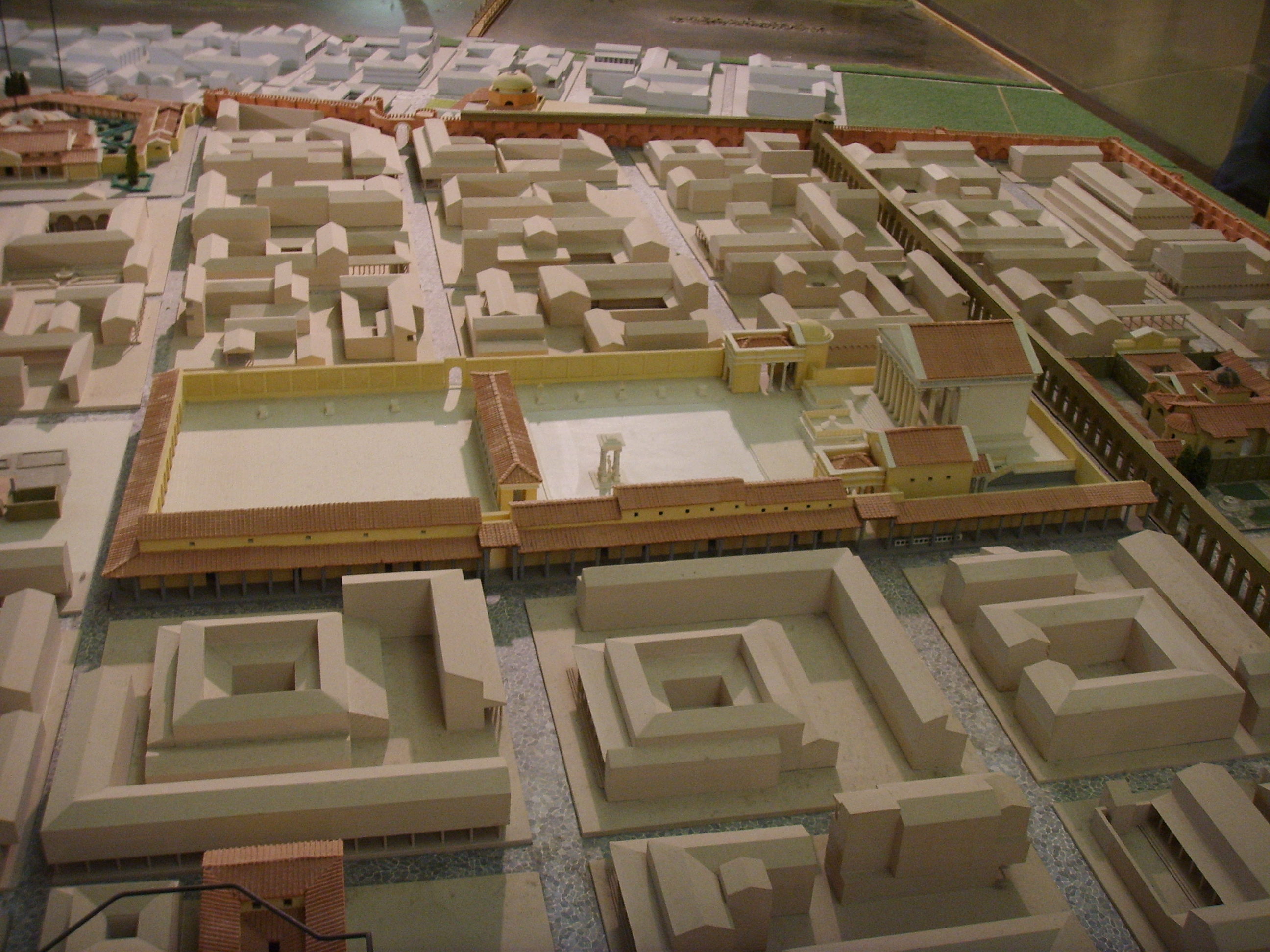
Le même quartier de la Piazza della Repubblica à l'époque romaine, modèle du musée de Florence.

Des traces de tombes de l'âge du cuivre ont été identifiées dans la zone du centre historique de Florence entre la Piazza della Signoria et la Piazza della Repubblica.
Avec l'âge du fer, la région florentine a été touchée par la Culture de Villanova dont témoignent les tombes du VIIIe siècle av. J.-C. trouvées entre 1892 et 1906 dans le centre historique, à proximité de la Via Vecchietti et sous l'actuel café Gambrinus sur la Piazza della Repubblica.
La zone où la ville s'élèvera plus tard, était probablement celle où il était le plus facile de passer à gué l'Arno en raison de la courte distance entre les deux rives. De plus, sa position sur la ligne de partage des eaux entre le confluent des affluents de l'Arno, de la Mugnone et de l'Affrico, confère à la zone une altitude légèrement supérieure au reste de la plaine, au demeurant certainement marécageuse.
Elle connut une continuité de peuplement également pendant la période suivante, car elle a assuré la possibilité de relier l'Étrurie intérieure à la ville de Fiesole. Il est probable que les étrusques de Fiesole traversaient la rivière avec une passerelle en bois ou un bac au point où l'Arno se rétrécit (zone du Ponte Vecchio), peut-être aussi car elle permettait de contrôler militairement le point stratégique situé entre le cours supérieur de l'Arno, le Valdarno et le cours inférieur qui mène à Pise et à la mer. Des découvertes au fond de l'Arno (dalles de pierre) ont permis de déduire la taille et le type de la passerelle, faite de bois monté sur pilotis de pierre.
Après l'expansion romaine en Etrurie et dans la plaine du Pô, le peuplement du gué s'est probablement développé, aidé également par le fait que la Via Cassia, pendant une certaine période, a traversé l'Arno dans la région florentine, peut-être dans la zone actuelle du Ponte Vecchio.
Des fouilles ont identifié des bâtiments civils romains et un cercle de murs du côté des murs de 1333, démolis au XIXe siècle pour faire place aux Viali di Circonvallazione.
À partir de l'actuelle Piazzale Donatello, en direction de l'est vers le ruisseau Affrico, il y a probablement eu une agglomération urbaine, peut-être étrusco-romaine, qui était l'expansion vers l'Arno de la Fiesole romaine en défense du pont étrusque qui traversait l'Arno à la hauteur du hameau actuel de Rovezzano, déjà mentionné par des historiens médiévaux tels que Giovanni Villani :
« L'ancien pont de 'Fiesolani, qui allait de Girone à Candegghi [aujourd'hui Girone et Candeli, hameaux florentins] : et c'était l'ancienne route et le chemin rectiligne de Rome à Fiesole » (G. Villani, Nuova Cronica Lib.II Cap. XX)
Cette agglomération était peut-être un avant-poste construit lors de la guerre civile entre Caius Marius et Sylla, remportée par le parti de ce dernier qui prévoyait alors la conquête de la colonie de Fiesole au profit du parti de Marius.
Le déclin de Fiesole après 80 av. J.-C., a probablement donné une nouvelle impulsion au peuplement en aval. Après la désastreuse aventure de Catilina, qui se termina tragiquement en 62 av. J.-C. à Pistoria (Pistoia) et qui vit à nouveau les municipalités étrusques s'unir contre Rome, la cité étrusco-romaine acquit de plus en plus une valeur stratégique compte tenu de sa position géographique entre le fleuve et la colline. La même année, Jules César ordonna la construction d'un camp romain pour contrôler la ville de Fiesole en raison de la grande quantité de partisans de Catilina.

## Fondation de la colonie

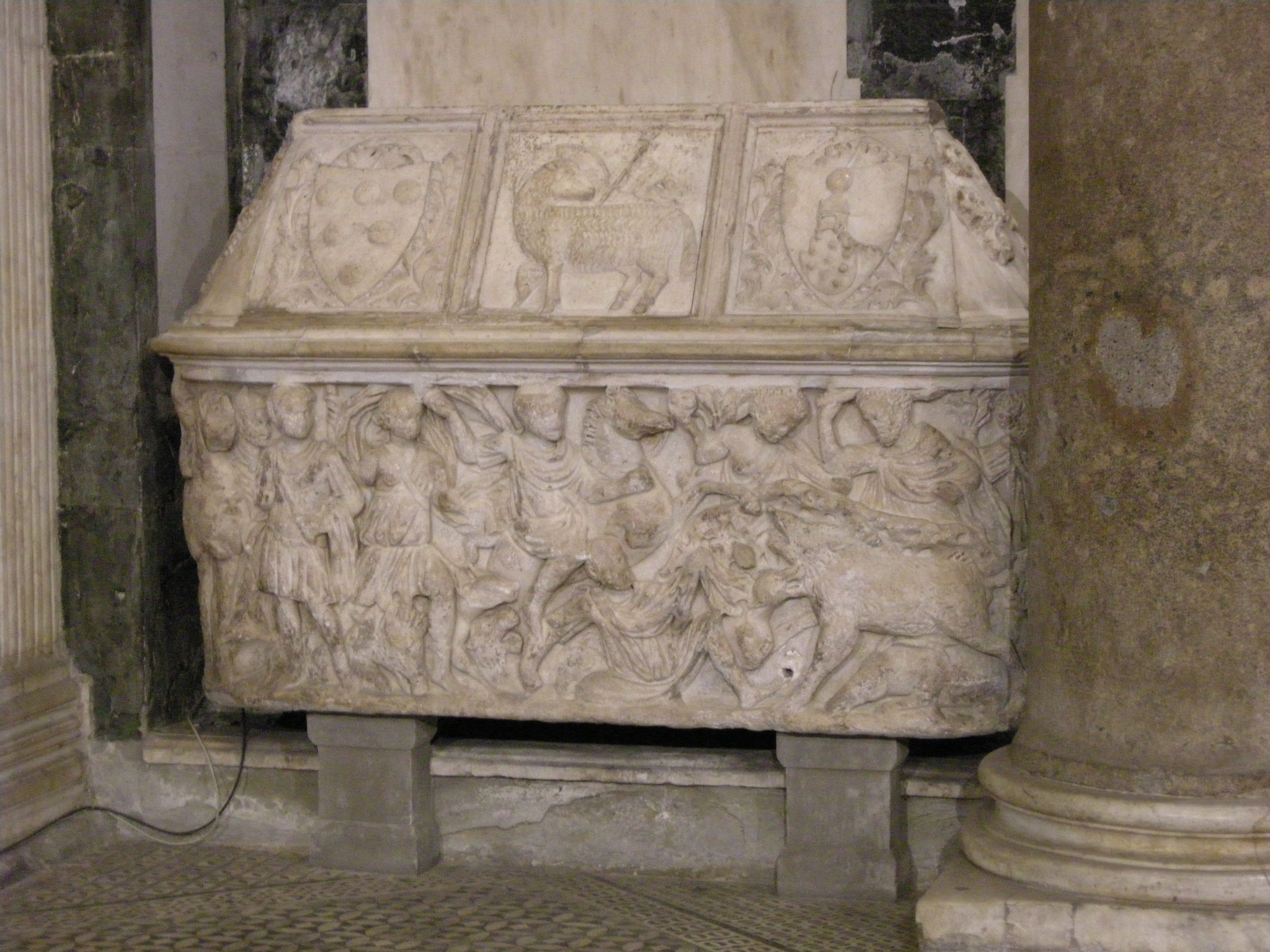
Baptistère, sarcophage romain représentant la chasse de Méléagre.

La date de la fondation de la colonie de Florentia est incertaine : au fil du temps, elle a été diversement attribuée, en dehors des références mythologiques, à Sylla, à Jules César ou à Auguste. Les historiens s'accordent à dater de 59 av. J.-C. la fondation de la colonie romaine de Florentia. Le Liber Coloniarum attribue à une lex Iulia agris limitandis metiundis, commandée par Jules César, la volonté de créer un nouveau tracé urbain dans ce tronçon de la vallée de l'Arno, où il traversait la rivière au Ponte Vecchio.
L'implantation effective de la ville et la centuriation romaine de son territoire remontent au Second triumvirat, afin d'héberger les vétérans par le biais de l'attribution de terres.
Comme habituellement dans la fondation de nouvelles implantations, la ville et ses environs ont été définis selon un plan précis qui impliquait les territoires urbain et agricole. Pour la ville, la règle idéale d'orientation selon les axes cardinaux a été suivie, tandis que le territoire environnant a été aménagé en tenant compte de la conformation hydraulique, en modifiant les axes selon les besoins. À partir des photos aériennes, encore aujourd'hui, il est possible de distinguer le cardo maximus orienté Nord-Sud (de la Via Roma à l'Arno), et le decumanus maximus orienté Est-Ouest (trajet actuel de la Via Strozzi et de la Via del Corso) qui se croisaient à la hauteur de l'actuelle Piazza della Repubblica, siège du Forum romain de la ville et du Capitole, entourés par les principaux édifices publics et les temples. Au cours des siècles de domination par l'Empire romain, la ville s'est enrichie de tous les édifices et infrastructures qui caractérisent les villes romaines : un aqueduc (de Monte Morello), deux thermes, un théâtre et un amphithéâtre, ont été construits hors les murs, comme il était d'usage.

## Bâtiments romains

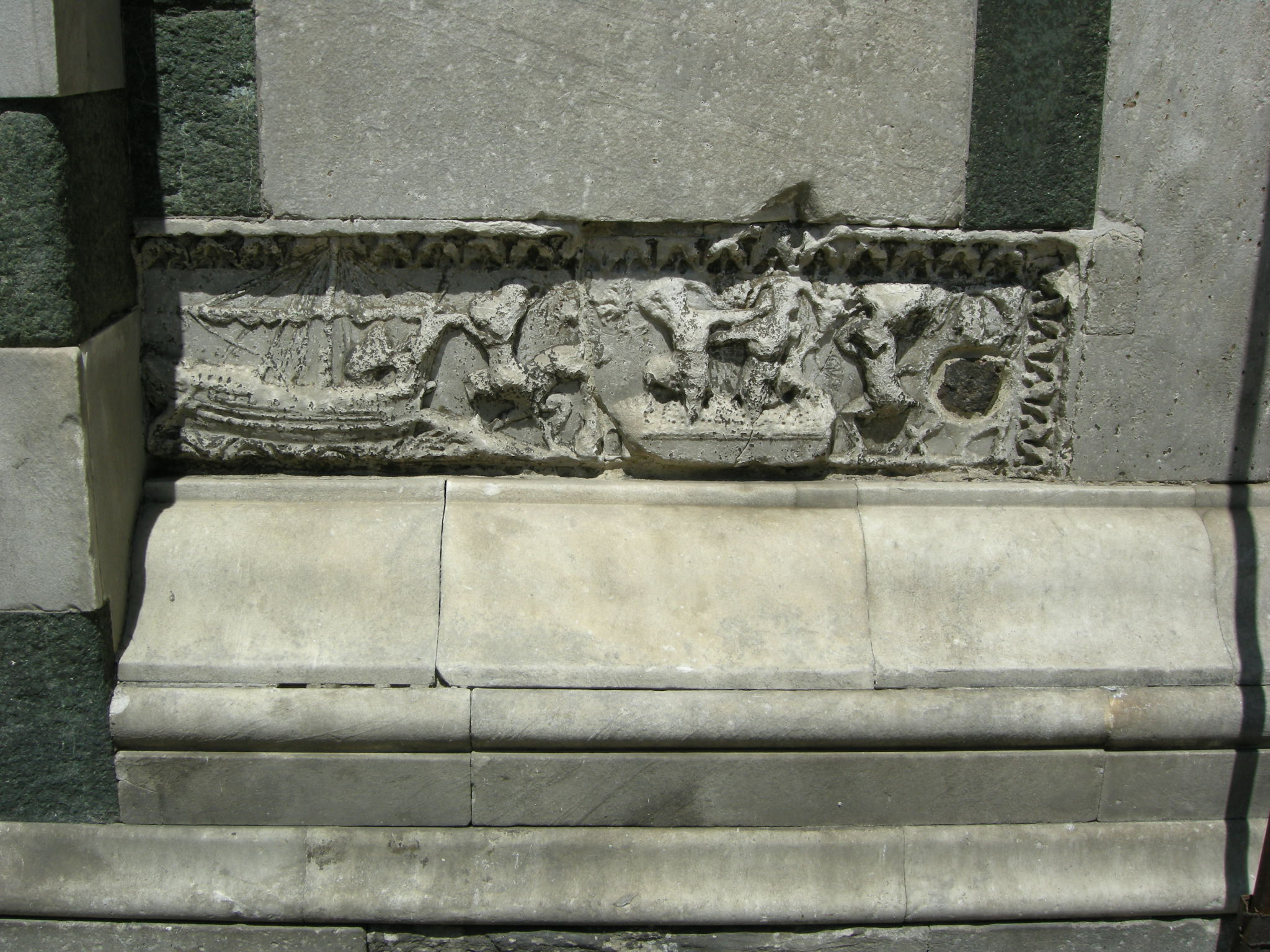
Représentation des vendanges et du « navire» sur un relief romain réutilisé dans le baptistère.

Selon Guicciardini, les Romains qui ont construit Florentia étaient :
« [...] pas des gens inutiles et calmes mais des militaires [...] qui avec la vertu des armes et le bonheur des victoires méritent ces prix [...] »
Selon la tradition militaire, le temple principal de la ville fut dédié au dieu Mars, toujours identifié au Baptistère Saint-Jean de Florence. Le changement de patron a été souligné par Dante Alighieri dans l'Enfer (Divine Comédie) :
« J'étais de la ville qui a changé le premier maître dans le Baptiste » (Dante Inf. XIII, 143)
Lorenzo Ghiberti dans sa Chronique du XVe siècle s'écrie :
« Alors, où nous rappelons-nous toujours qu'ici Mars avait des autels et de l'encens ? Là où se dresse aujourd'hui le clocher quadrangulaire jouxtant le majestueux Dôme de la Cathédrale, un peu près de Gradivo se trouvait son temple, qui existe toujours là. »
Gradivus (celui qui va) était l'un des divers noms ou attributs du Dieu Mars, mais le même auteur désigne le Baptistère comme l'ancien temple païen christianisé :
« L'élégant temple de Mars, encore admiré des présents bien que face à la masse sublime de la Cathédrale, présente ses pans octogonaux [...] [ainsi] que partout où souffle le vent le bras de fer du Dieu guerrier doit s'étendre. »
La ville, quant à elle, s'étendait dans toutes les directions : au nord dans la zone religieuse du Temple de Mars, puis de l'ancienne église Santa Reparata, au sud jusqu'au fleuve, et aussi au-delà de l'Arno, où s'établit une colonie de commerçants syriens au sein de laquelle s'installèrent les premiers noyaux de chrétiens dans la ville.
Mais la ville s'étendait principalement vers l'est, comme en témoignent les fondations des édifices civils et les vestiges des thermes de la période impériale découverts lors des fouilles de la Piazza della Signoria, essentiellement dans la descente qui mène au sous-sol de la Piazza San Firenze. Les Romains avaient construit le théâtre de la ville (Ier siècle) sur ce versant naturel, qui émerge de dessous le Palazzo Vecchio et le Palazzo Gondi. Le skené était probablement situé là où se trouva pendant longtemps le Complesso di San Firenze et les marches pour le public vers Piazza della Signoria. Non loin de là, à l'extérieur des murs, des traces d'un temple d'Isis (IIe siècle) ont été retrouvées, fouillé entre octobre et décembre 2008.

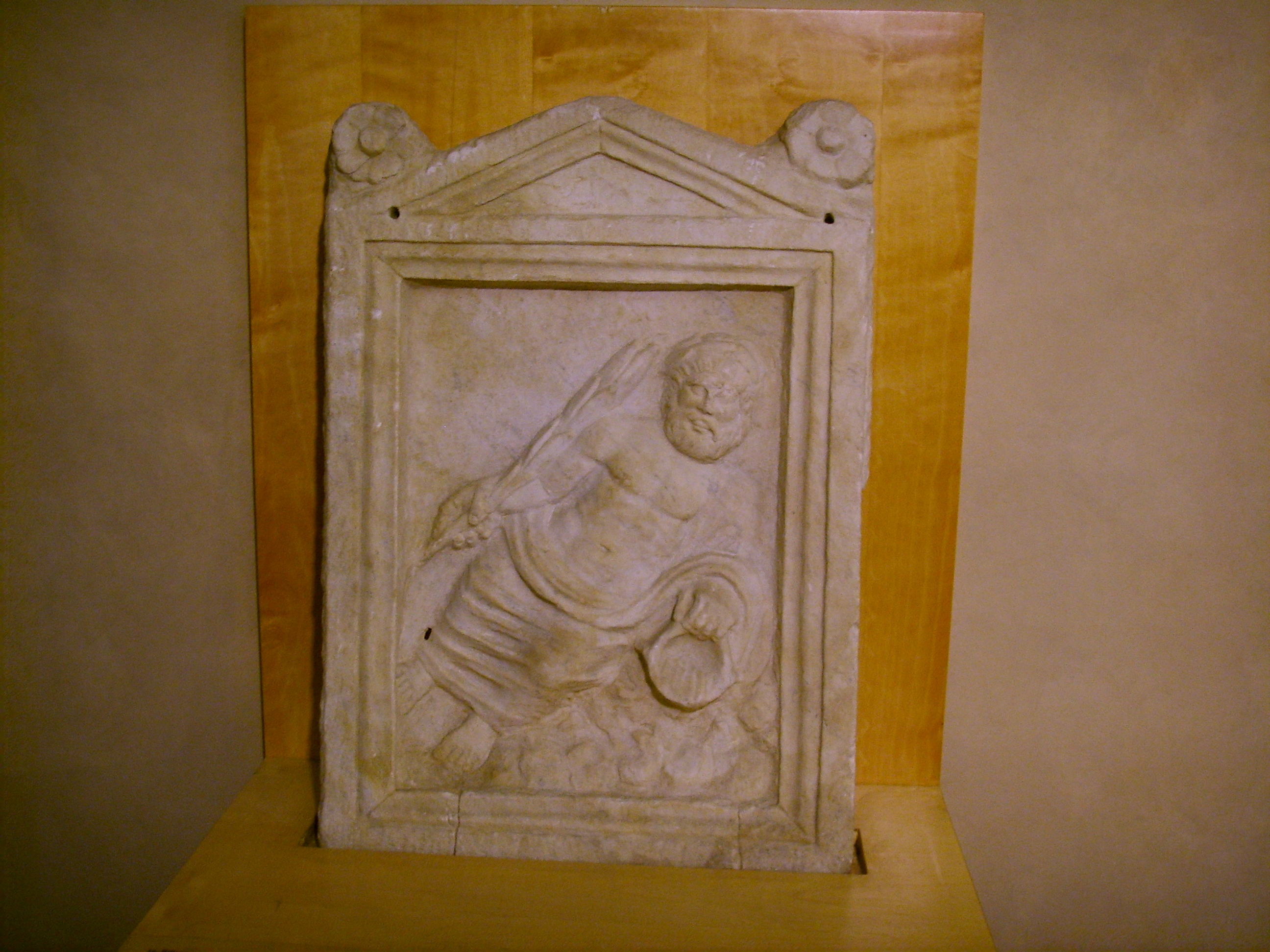
Bas-relief trouvé sous l'entrée du cinéma Gambrinus représentant une divinité fluviale ; cette icône, qui représente probablement l'Arno, était située dans un escalier qui appartiendrait au puits contemporain de la fondation de la ville.

Les fondations des Fortifications de Florence, avec des tours défensives, ont été trouvées sous la Via del Proconsolo et selon les fouilles les plus récentes, elles remontent à la période entre 30 et 15 av. J.-C.. Elles avaient en moyenne deux mètres d'épaisseur et entouraient une superficie d'environ 20 hectares. D'autres vestiges romains ont été trouvés sous le Palais de l'Art des Juges et Notaires voisin. Sous l'église Santa Felicita de Florence subsiste une section de la Via Cassia[réf. nécessaire].
L'une des rares structures encore reconnaissables en briques romaines est celle de l'Amphithéâtre de Florence, qui était situé à l'extérieur du castrum de César, dans l'actuel quartier médiéval de Santa Croce.
Le premier qui fit une étude approfondie de cette structure est le savant Domenico Maria Manni qui publia en 1746 le livre Notizie istoriche intorno al Parlagio ovvero anfiteatro di Firenze (Informations historiques autour du Parlagio ou amphithéâtre de Florence).
Entouré d'une route qui, opportunément, s'appelait via Tórta depuis le Moyen Âge, l'amphithéâtre de Florentia était de proportions moyennes (environ 20 000 places contre 87 000 pour le Colisée), peut-être un témoignage de la petitesse de la population locale, mais parfaitement reconnaissable à ses structures porteuses, bien qu'ici, comme dans d'autres cas (par exemple l'amphithéâtre de Lucques), l'imbrication des maisons médiévales fermait les arches antiques (les fornices) et exploitait tous les espaces du petit amphithéâtre.
Au XIXe siècle, certains noms des rues autour de la Piazza della Repubblica ont été choisis sur la base de trouvailles romaines dans le sous-sol : via delle Terme, via del Campidoglio, via di Capaccio (c'est-à-dire de Caput Aquae, la sortie de l'aqueduc qui dans les Nuova Cronica de Giovanni Villani est attribuée à Macrin, général de Jules César).

## Environs de Florentia
Vers le sud, Florentia bordait une zone de villas et de thermes, zone qui porte encore aujourd'hui le nom de Bagno a Ripoli, une municipalité du Chianti contiguë à la ville d'aujourd'hui, mais à l'époque romaine, lieu de divertissement et de repos comme le montrent les découvertes des villas et des complexes de thermes. Mais la belle zone archéologique de Fiesole, avec le théâtre presque intact et les thermes de l'époque républicaine qui ont été embellis sous les empereurs Claude et Septime Sévère, est le témoignage le plus intéressant de l'Étrurie romaine.
Au nord de la ville passait la Via Cassia et comme dans beaucoup d'autres cas dans les villes d'origine romaine, certains hameaux ont pris leur nom de la distance, en milles romains, de la ville : dans le cas de Florentia, au nord, direction ouest, se trouvent, à partir du troisième kilomètre Terzolle (et aussi Le Tre Pietre), Quarto, Quinto, Sesto Fiorentino et Settimello.
La cité médiévale ne recouvrait pas totalement l'ancienne Florentia : au XVe siècle, Guicciardini témoigne des vestiges encore visibles de Florentia :
« [...] qui ressortent encore des constructions faites par eux [les Romains] s'assurent que les principes de la ville étaient très magnifiques, maxime et le Temple de Mars [...] et les aqueducs faits plus pour la pompe et l'imitation de Rome que par nécessité [...] »
Sous Hadrien, la ville, de plus en plus importante, est atteinte par la Via Cassia et est intégrée au réseau routier de l'Empire. Sous Dioclétien, elle est érigée en Corrector Italiae , capitale du nord de l'Étrurie et de l'Ombrie, et est préférée à des villes beaucoup plus anciennes telles que l'étrusque Fiesole, Arezzo et Pérouse.

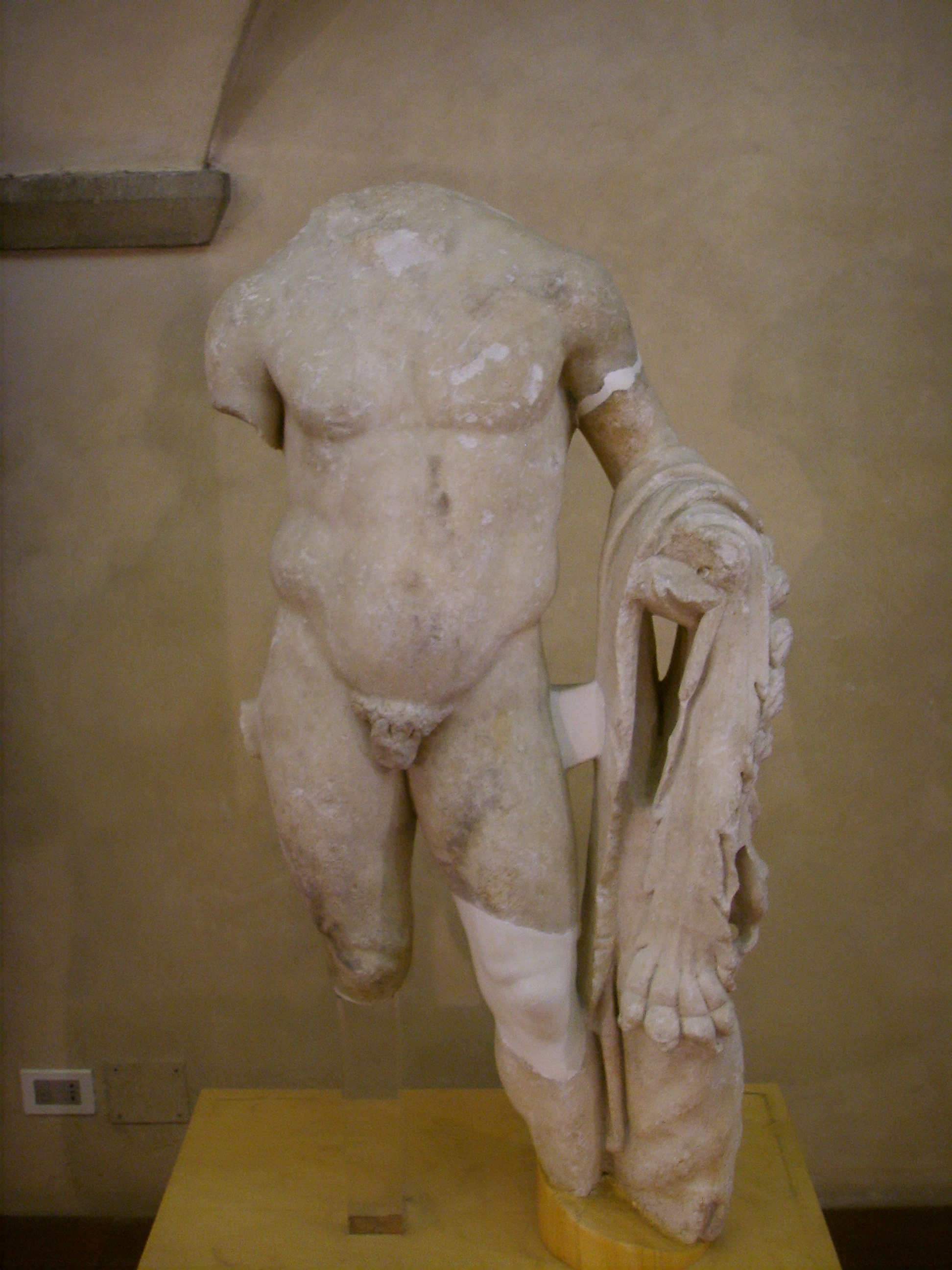
Statue d' Hercule trouvée dans la Via del Capaccio.

## Centuriation
Comme toutes les colonies romaines, la centuriation du territoire environnant a été effectuée et en particulier l'ouest de la ville, plat et vraisemblablement marécageux, a été récupéré afin d'obtenir un terrain à attribuer aux légionnaires vétérans. Les traces de la centuriation sont encore visibles, par exemple sur la cartographie de l'IGM (même si elles le sont encore plus en observant les éditions jusqu'aux années 1950, avant que l'expansion urbaine touche significativement la plaine entre Florence et Campi Bisenzio, et au-delà). La régularité géométrique des champs dans les quelques zones encore non urbanisées est un héritage de la vaste centuriation romaine liée à la colonie de Florentia qui s'étendait sur toute la plaine entre Florence et Prato, liée à la centuriation de Pistoriae (Pistoia).
À partir des résultats cartographiques, il a été possible de reconstituer le schéma de la centuriation dans son ensemble, composé de carrés d'environ 710 mètres de côté.

## Florentia Chrétienne
Au moment du déclin de l'Empire romain, Florentia est une ville florissante grâce au commerce. L'Arno, comme en témoigne Strabon, est encore un fleuve navigable et à la hauteur de l'actuelle Piazza de 'Giudici (d'autres placent le port dans la Piazza Mentana proche), il y a des quais, plus ou moins là où se trouve aujourd'hui le Circolo della Canottieri Firenze, pour le chargement et le déchargement des marchandises dans la zone qui s'appelle encore la Dogana (la douane).
Mais le bien-être économique attire aussi inévitablement les razzias des rois barbares qui sévissaient en Italie : en 405 ou 406, la ville est assiégée par les Ostrogoths de Radagaise, et de nouveau en 542 par les mêmes Ostrogoths, cette fois sous le commandement du roi Totila.

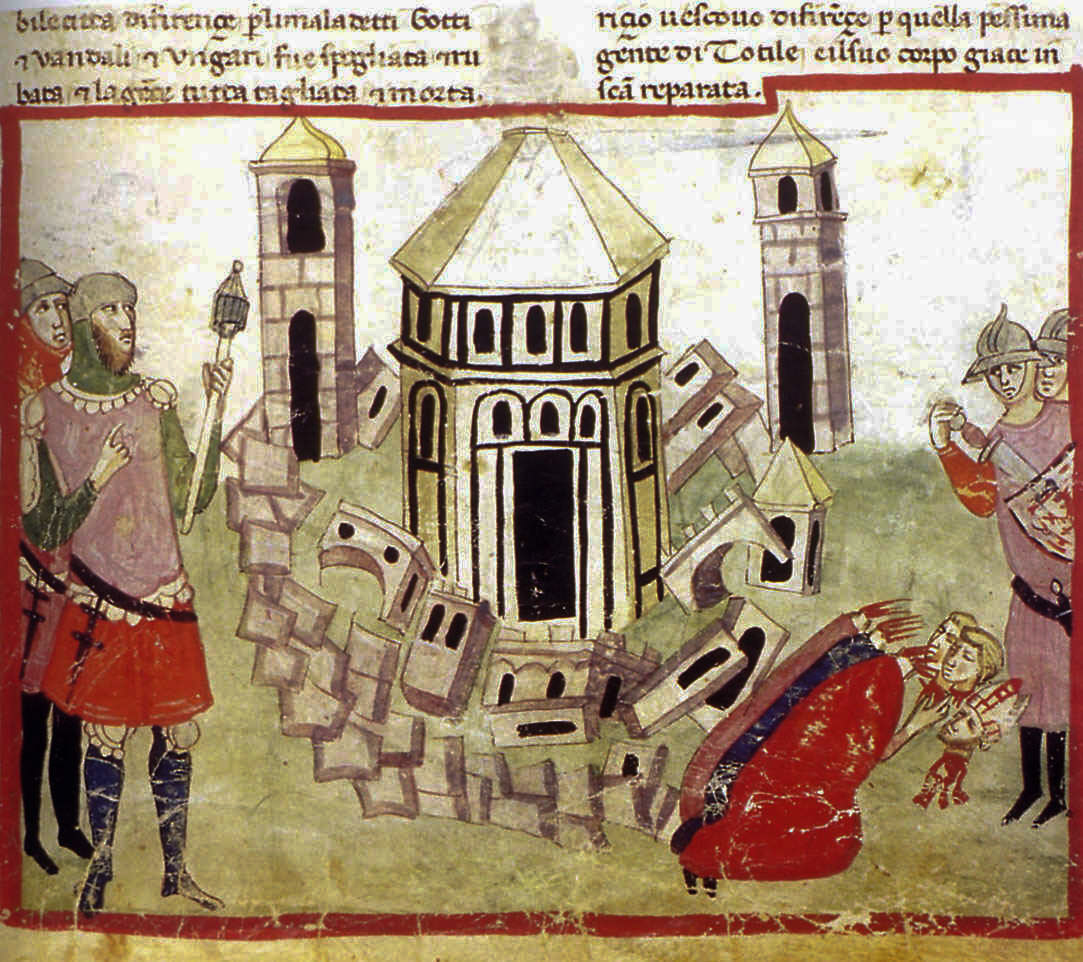
Totila faisant détruire Florentia en 542, légende car dans la réalité historique Totila n'était pas du tout capable de conquérir Florentia.

Avec Constantin Ier (empereur romain), le christianisme devient religion d'État, mais l'affirmation de la religion chrétienne à Florentia n'est ni facile ni indolore. Les villages de l'Oltrarno, où vit une importante communauté de commerçants orientaux, notamment syriens, étaient le berceau des nouvelles religions, tels que la culte de Mithra, le culte égyptien de la déesse Isis (un temple qui lui était dédié était situé Piazza San Firenze), et le christianisme. Ces villages constituent un faubourg de la ville, comme l'écrit le noble Guicciardini, habité par des gens vils, le centre de la ville étant aux mains des familles patriciennes liées à l'ancienne religion.

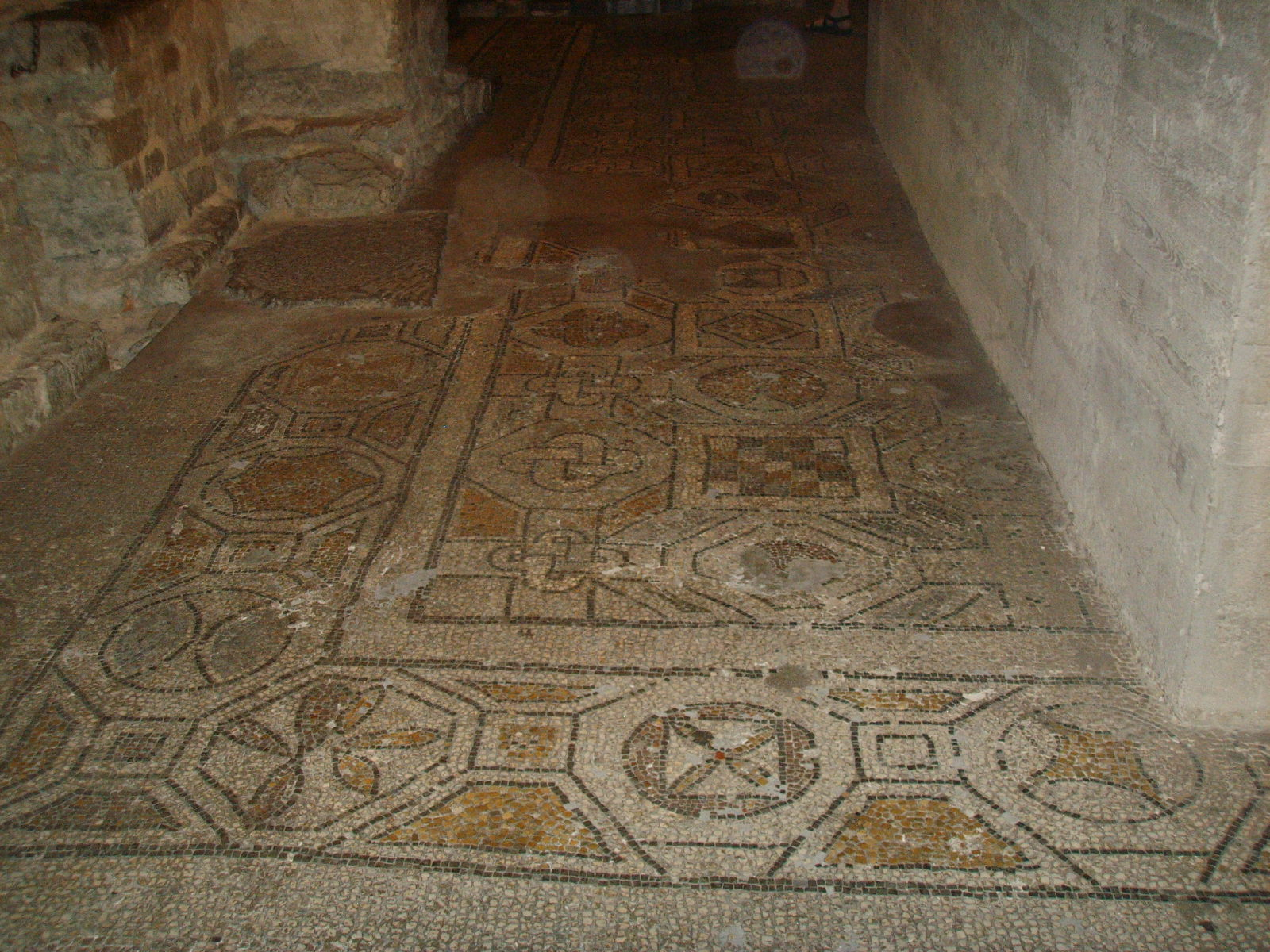
Sol de l'église Santa Reparata.

Les religions orientales d'une matrice mystériosophique en raison de leur emprise sur les « gens vils » inquiètent le patriciat de Florentia, mais le plus grand danger est constitué par l'influence que les chefs religieux du christianisme ont sur les foules.
Florentia compte ainsi les premiers martyrs de la ville : d'origine syrienne, Miniatus (IIIe siècle) est l'un des plus célèbres, dont les ossements sont enterrés dans la basilique San Miniato al Monte qui lui est dédiée après son martyre dans l'amphithéâtre. Déjà au IVe siècle, il existe des preuves documentées d'un évêque Felice, même si une véritable organisation diocésaine à Florence ne fut possible que quelques décennies plus tard avec Zénobe de Florence (337-417).
Avec la poursuite des invasions étrangères, des Byzantins aux Lombards, la Florentia romaine décline, Florentia commence à prendre une importance qu'elle n'avait jamais eue auparavant, mais une autre ville est née : Florence.

## Disparition progressive de la Florentia romaine

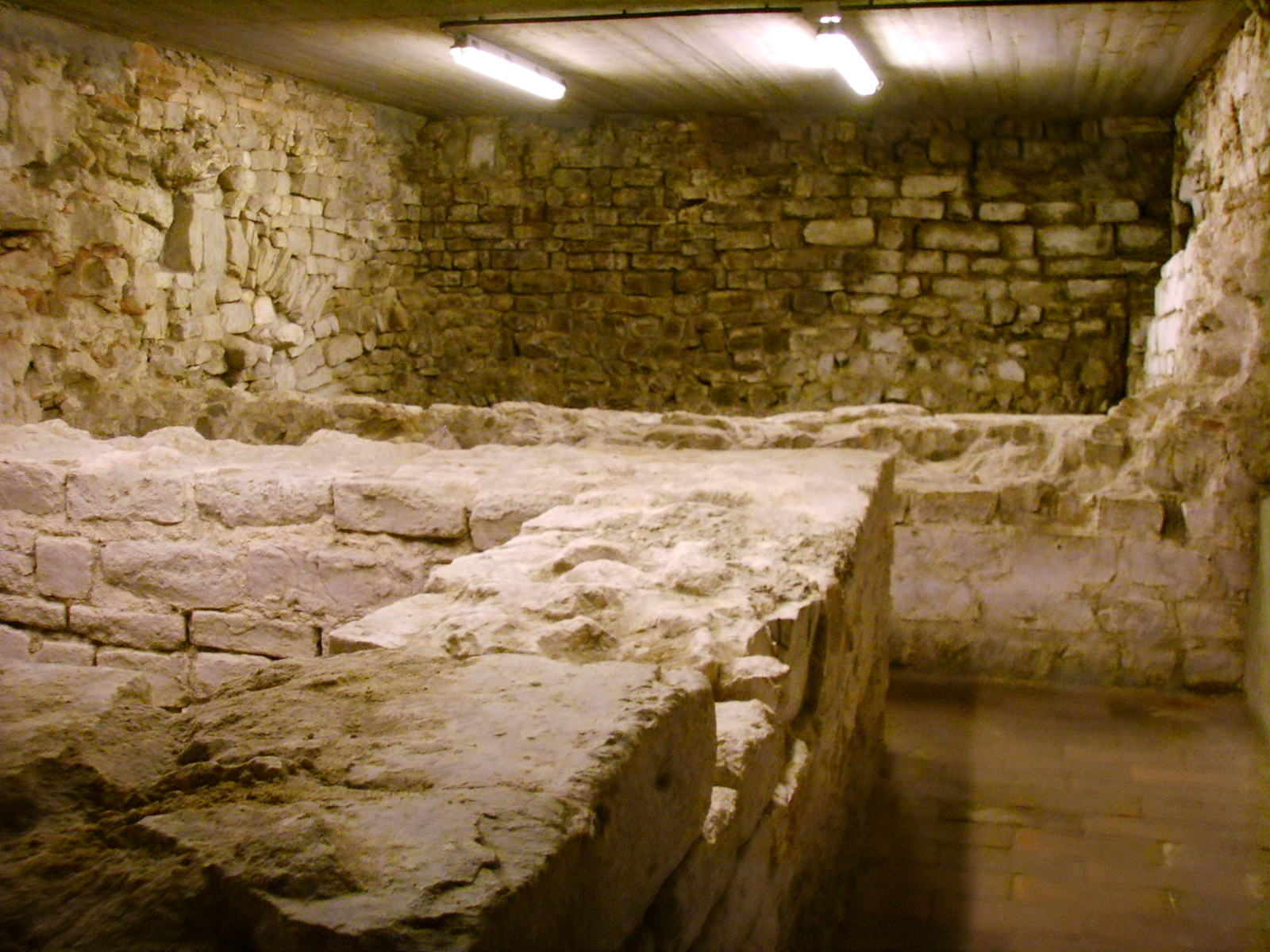
Vestiges des thermes romains sous la tour Pagliazza.

Entre le Ier et le IIe siècle, la ville fait pleinement partie du système commercial vaste et organisé de l'Empire romain, grâce notamment au port fluvial qui permet le commerce jusqu'à Pise. Des fouilles archéologiques ont documenté, entre autres, des échanges avec la Gaule et l'Afrique. À la fin de l'empire, la ville est impliquée dans la crise générale, notamment économique. Au VIe siècle, avec les guerres gréco-gothiques et la conquête lombarde, la situation de recul général s'aggrave définitivement avec l'interruption du trafic commercial et une paupérisation générale. Entre probablement le VIe et le VIIIe siècle, la structure urbaine de la ville entre également en crise, avec le déclin démographique, l'abandon des zones ultrapériphériques et la dégradation générale et progressive de tous les bâtiments et des murs.
À partir du XIe siècle, la nouvelle croissance immobilière laisse peu de vestiges du passé. Ceux du théâtre, des thermes de l'amphithéâtre et d'autres bâtiments sont incorporés dans de nouveaux bâtiments ou utilisés comme fondations. La Piazza del Foro est construite densément et devient plus tard une partie du ghetto, autour de la Piazza del Mercato Vecchio.
Avec l'aménagement savoyard de la Piazza del Mercato Vecchio, à l'époque où Florence est capitale de l'Italie (Risanamento), le ghetto est démoli et avec lui, les vestiges les plus importants du Capitole et du Forum disparaissent. Parmi les constatations faites lors de ces travaux, seuls des relevés sommaires ont été réalisés et des témoignages ont été recueillis par l'architecte Corinto Corinti.

## Art romain à Florence
La quasi-totalité de l'art de la Rome antique présent à Florence aujourd'hui, hormis quelques rares exemples de sarcophages évoqués plus haut, n'appartiennent pas à Florentia, mais fut apporté de Rome à l'époque des Médicis et de la Maison de Lorraine. La collection de statues antiques qui ornent la Loggia des Lanzi, la Galerie des Offices, le Palais Pitti et les jardins de Boboli, dont l'obélisque, proviennent de Rome. L'autre obélisque romain de la ville, situé Piazza Santa Trinita devant l'église du même nom, provient des Thermes de Caracalla, cadeau du pape Pie IV au grand-duc Cosme Ier de Toscane. Les collections romaines du Musée archéologique national (Florence) ont des origines diverses et ont été largement transmises à la ville entre le XIXe et le XXe siècle.